# Ховдіївка
Ховді́ївка — село в Україні, у Корюківській міській громаді Корюківського району Чернігівської області. Населення становить 37 осіб. До 2016 орган місцевого самоврядування — Брецька сільська рада.

## Географія
Село розташоване на річці Бреч за 17 км. від районного центру і залізничної станції Корюківка та за 3 км від селищної ради. Висота над рівнем моря — 147 м.

## Історія
Як оповідають старожили, перший поселенець був козак на прізвисько Ховдій. Згодом у селі оселився лісник єврей, який охороняв ліси поміщиці Бродської-Санатович, яка не жила в цій місцевості, але володіла лісами.
12 червня 2020 року, відповідно до розпорядження Кабінету Міністрів України № 730-р «Про визначення адміністративних центрів та затвердження територій територіальних громад Чернігівської області», увійшло до складу Корюківської міської громади.
19 липня 2020 року, в результаті адміністративно-територіальної реформи та ліквідації колишнього Корюківського району, село увійшло до складу новоутвореного Корюківського району.